# ムチャチャ
ムチャチャ(Mutshatsha)はコンゴ民主共和国カタンガ州にある町。

## 交通
国営鉄道が開通している。またムチャチャ空港が所在しており国内線が開通している。